# Coras parallelis
Coras parallelis là một loài nhện trong họ Amaurobiidae.
Loài này thuộc chi Coras. Coras parallelis được miêu tả năm 1944 bởi Muma.